# Hosszúszőrű német vizsla
Egyike a német vizsla fajtáknak. Habár nemzetközileg kevésbé ismert, mint a rövidszőrű vagy a drótszőrű német vizsla, de szülőhazájában elég elterjedt. Fürjészebekből, madarászkutyákból tenyésztették ki a 20. század elején.

## A fajta kialakulása és általános jellemzése
Kialakulásáról igen keveset tudunk. Anatómiai jellege alapján azonban a legvalószínűbb a régi spánielekből származtatott eredet. A spánielek Franciaországon és Anglián át kerültek a mai Németország területére, ahol a helyi vadászkutyákkal keveredtek. Valószínűnek tűnik, hogy a fajta ősei közösek a többi hosszú szőrű német vadászkutyafajtával, a német fürjészebbel, valamint a kis és nagy münsterlandival. A spániel vérre enged következtetni e fajták vízszeretete is.Legszívesebben vízi (vadliba, vadréce) és apróvad (nyúl, fogoly, fácán) vadászatokra használják.
- Nagyság és súly

A német standard a kanok marmagasságát 60–70 cm, ideálisan 63–66 cm, a szukák marmagasságát 58–66 cm, ideálisan 60–63 cm-ben állapítja meg. Súlyuk kb. 30 kg.
- Fej

Erőteljes, de száraz feje a szetterekére emlékeztet. Az arc és arckoponya aránya 1:1. Az arckoponya erős, az orrhát enyhén ívelt. Az orrtükör nagy, barna. A koponyatető széles, a nyakszirti dudor nem túlságosan hangsúlyozott. A szemek középnagyok, oválisak, nem túl mélyen ülök. A szemhéjak jól zárnak. A fülek magasan és szélesen tűzöttek, szépen simulnak a fejhez. Mennél sötétebb a szivárványhártya színe, annál jobb.
- Nyak és törzs

A nyak erős, izmos, de ugyanakkor nemesen ívelt. A törzs lehetőleg négyzetbe írható, vagyis a marmagasság megegyezik a törzshosszúsággal. A mar jól fejlett, a hát feszes. A mellkas mély és széles. A bordák szépen íveltek. Az ágyéktájék egyenes és izmos, a far széles és enyhén lejtős. A farok középmagasan tűzött, munka közben vízszintesen hordott. Régebben a farok utolsó 3-5 csigolyáját csonkolták, de újabban meghagyják a teljes farkát. A végtagok erős csontozatúak és izmosak. A lapockák hosszúak és dőltek, nagy mozgáslehetőséget biztosítanak.
- Szín és szőrzet

A szőrzet hossza és minősége a fajta egyik fontos követelménye, ezért erre igen nagy gondot kell fordítani. A fényes, erős szálú, de nem durva szőrzet enyhén hullámos és hosszú  kell hogy legyen. A fejen – a fülek kivételével – a szőrzet rövidebb. A háton és az oldalakon 3–5 cm hosszú, enyhén hullámos. A nyakon, a has alatt hosszabb, a lábak hátsó élén, valamint a farkon zászlót alkot (nem kurtítják). Színe általában gesztenyebarna barnásderes, ritkábban tigriscsíkos vizslafajta. A mellen a fehér jegy nem hiba. Előfordulnak fehér alapon barnán foltos egyedek is.
- Hibák

A szőrzet hibái kizáró jellegűek. Minden alkati hiba, lásd a rövidszőrű német vizslanál tárgyaltakat.

## Alkalmazása
Sokoldalú, mindenes vadászkutya, szigorú irányelvek szerint tenyésztik komoly vadászati teljesítményekre. Különösen nagy súlyt fektetnek a vízi munkára és a csapázásra, az apróvad elhozására és a szép, tiszta ívű keresésre. Vadászoknak való, akiknél kiélheti vadászösztöneit, ezért csak vadászoknak adják el őket.

## Rokon fajták
- drótszőrű német vizsla
- rövidszőrű német vizsla
- szálkásszőrű német vizsla
- weimari vizsla
- korthals-griffon

## Külső hivatkozások
- A hosszúszőrű német vizsla FCI standard-je(angol)
- Hosszú szőrű német vizsla fajtaismertető a Kutya-Tár-ban
- Webkutya
- A magyar német vizsla klub
- A hosszúszőrű német vizsla klub Németország(német)
- Német vizsla.lap.hu – linkgyűjtemény